# Aspila phlogophagus
Aspila phlogophagus là một loài bướm đêm trong họ Noctuidae.